# رکس نوریس
رکس نوریس (انگلیسی: Rex Norris; ۱ ژانویهٔ ۱۹۰۳ – ۱۷ سپتامبر ۱۹۸۰) بازیکن هاکی روی چمن اهل هند بود.
وی به‌همراه تیم ملی هاکی روی چمن مردان هند به قهرمانی بازی‌های المپیک تابستانی ۱۹۲۸ دست پیدا کرده‌است.